# Клаудіо Боргі
Кла́удіо Бо́ргі (ісп. Claudio Borghi, нар. 28 вересня 1964, Кастелар) — аргентинський футболіст, що грав на позиції півзахисника. По завершенні ігрової кар'єри — тренер. Футбольний тренер року в Південній Америці (2006).
Виступав, зокрема, за клуб «Архентінос Хуніорс», а також національну збірну Аргентини. У складі клубу — дворазовий чемпіон Аргентини, володар Кубка Лібертадорес та Міжамериканського кубка. У складі збірної — чемпіон світу.

## Клубна кар'єра
У дорослому футболі дебютував 1981 року виступами за команду клубу «Архентінос Хуніорс», в якій провів шість сезонів, взявши участь у 55 матчах чемпіонату. Його вважали висхідною аргентинською зіркою, порівнювали за талантом з Дієго Марадоною. Боргі з «Архентінос Хуніорс» виграв Кубок Лібертадорес в 1985 році, який дав право заграти за Міжконтинентальний кубок у Японії, проти «Ювентуса». Клаудіо Боргі відіграв увесь матч, але аргентинська команда зазнала поразки в серії пенальті.

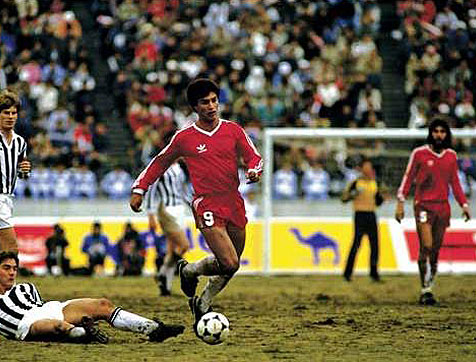
Клаудіо Боргі в матчі за Міжконтинентальний кубок. 8 грудня 1985 року.

Відмінна гра Боргі у Міжконтинентальному кубку справила враження на президента «Мілана» Сільвіо Берлусконі, і через півтора року, 1987-го, гравець опинився в міланському клубі. Місце Боргі на полі планувалося поруч з двома голландцями — Марко ван Бастеном і Рудом Гуллітом, проте тренер Арріго Саккі, який кількома місяцями раніше завоював «Скудетто», зажадав підписання ще одного голландця — Франка Райкаарда, а оскільки за тодішніми правилами на полі дозволялося бути присутніми лише трьом іноземцям, то Боргі відправився в оренду в «Комо». Крім цього, «Сампдорія» хотіла придбати у «Мілана» Боргі, але Берлусконі відмовив, не бажаючи продавати відмінного футболіста прямому конкуренту.
Зігравши у сезоні 1987/88 тільки сім матчів за «Комо», Боргі повернувся в «Мілан», але закріпитися в команді не зміг і відправився у швейцарський «Ксамакс», перш ніж остаточно виїхати з Європи в Південну Америку.
1988 року Клаудіо повернувся на батьківщину, де недовго пограв за «Рівер Плейт», після чого знову відправився за кордон, у «Фламенго», з яким став чемпіоном Бразилії 1990 року. Того ж року півзахисник знову повернувся до Аргентини, де грав за «Індепендьєнте» (Авельянеда), «Уніон» та «Уракан».
Протягом 1992 року грав за чилійське «Коло-Коло», з яким виграв Рекопу Південної Америки та Міжамериканський кубок.
Згодом грав у складі «Платенсе» (Вісенте-Лопес) та мексиканського «Коррекаміноса», а закінчував ігрову кар'єру в Чилі, виступаючи за «О'Хіггінс» та «Аудакс Італьяно». Завершив професійну ігрову кар'єру в клубі «Сантьяго Вондерерз», за команду якого виступав протягом 1997—1998 років.

## Виступи за збірну
1985 року дебютував в офіційних матчах у складі національної збірної Аргентини. Протягом кар'єри у національній команді, яка тривала усього 2 роки, провів у формі головної команди країни 9 матчів, забивши 1 гол.

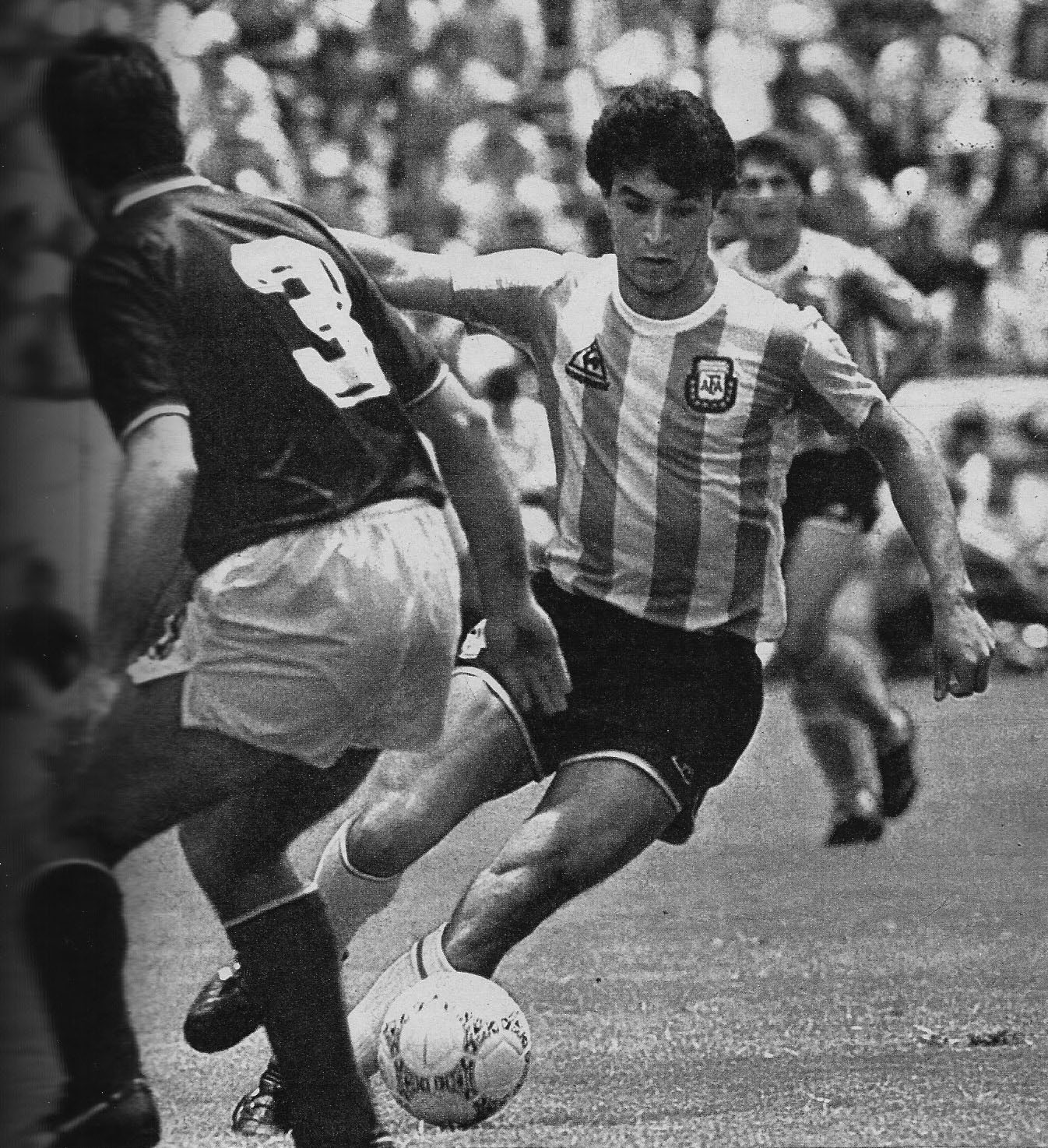
Клаудіо Боргі (праворуч) проти італійця Антоніо Кабріні на чемпіонату світу 1986 року

У складі збірної був учасником чемпіонату світу 1986 року в Мексиці, здобувши того року титул чемпіона світу.

## Кар'єра тренера
Розпочав тренерську кар'єру, повернувшись до футболу після невеликої перерви, 2002 року, очоливши тренерський штаб чилійського клубу «Аудакс Італьяно». Після цього очолював команду «Універсідад де лас Амерікас», вигравши з нею низку університетських трофеїв.
2006 року став головним тренером команди «Коло-Коло». Він привів команду до чотирьох поспіль чемпіонських титулів у Чилі й вивів клуб до фіналу Кубка Лібертадорес 2006 року, за що отримав нагороду «Футбольний тренер року в Південній Америці» в тому ж році.
У червні 2008 року Боргі повернулися до Аргентини, щоб стати 19-м тренером «Індепендьєнте» (Авельянеда) протягом останніх 10 років. Клаудіо не вдалося домогтися високих результатів і він пішов у відставку з посади 5 жовтня 2008 року після поразки 1:0 «Уракану». Всього Боргі керував командою в 17 матчах, вигравши 4, звівши внічию 9, і програвши 4.
2009 року прийняв пропозицію попрацювати у клубі «Архентінос Хуніорс», і виграв з командою з Буенос-Айреса в 2010 році чемпіонат Аргентини (Клаусура), після чого вирішив залишити клуб.
21 травня 2010 року став головним тренером команди «Бока Хуніорс», проте пішов у відставку вже 17 листопада, здобувши лише 17 очок з 42 можливих в 14 офіційних іграх.
24 лютого 2011 року він був представлений Федерацією футболу Чилі як новий тренер збірної, замінивши Марсело Б'єлсу. Кілька місяців по тому він керував збірною на Кубку Америки 2011 року в Аргентині, де Чилі вилетіло у чвертьфіналі після поразки від Венесуели. За це Боргі був підданий різкій критиці з боку національної преси і громадської думки.
У відборі на Чемпіонат світу 2014 року збірна під керівництвом Боргі також не показувала видатних результатів, здобувши чотири перемоги (4-2 над Перу, 2-0 над Парагваєм, 2-0 на Болівії і 2:0 проти Венесуели) і зазнавши п'ять поразок (4-1 з Аргентиною, 4-0 з Уругваєм, 3-1 з Колумбією, 3-1 з Еквадором і 2:1 знову з Аргентиною). Через це в підсумку 14 листопада 2012 року, після поразки 1:3 в товариському матчі проти Сербії Боргі був звільнений з поста тренера збірної Чилі.
На початку 2014 року Боргі повертається в «Архентінос Хуніорс», після відставки Рікардо Карузо Ломбарді, де мав допомогти клубу уникнути вильоту, але йому це не вдалося і він подав у відставку 25 жовтня того ж року.
У 2016 році недовго очолював еквадорський «ЛДУ Кіто».

## Титули і досягнення

### Як гравця

Клаудіо Боргі під час виступів за «Комо». 1987 рік.

#### Національні
- Чемпіон Аргентини (2):

«Архентінос Хуніорс»: Метрополітано 1984, Насьйональ 1985
- Чемпіон Бразилії (1):

«Фламенго»: 1990

#### Міжнародні
- Володар Кубка Лібертадорес (1):

«Архентінос Хуніорс»: 1985
- Володар Міжамериканського кубка (2):

«Архентінос Хуніорс»: 1986
«Коло-Коло»: 1992
- Переможець Рекопи Південної Америки (1):

«Коло-Коло»: 1992

#### Збірна
- Чемпіон світу (1):

Аргентина: 1986

### Як тренера

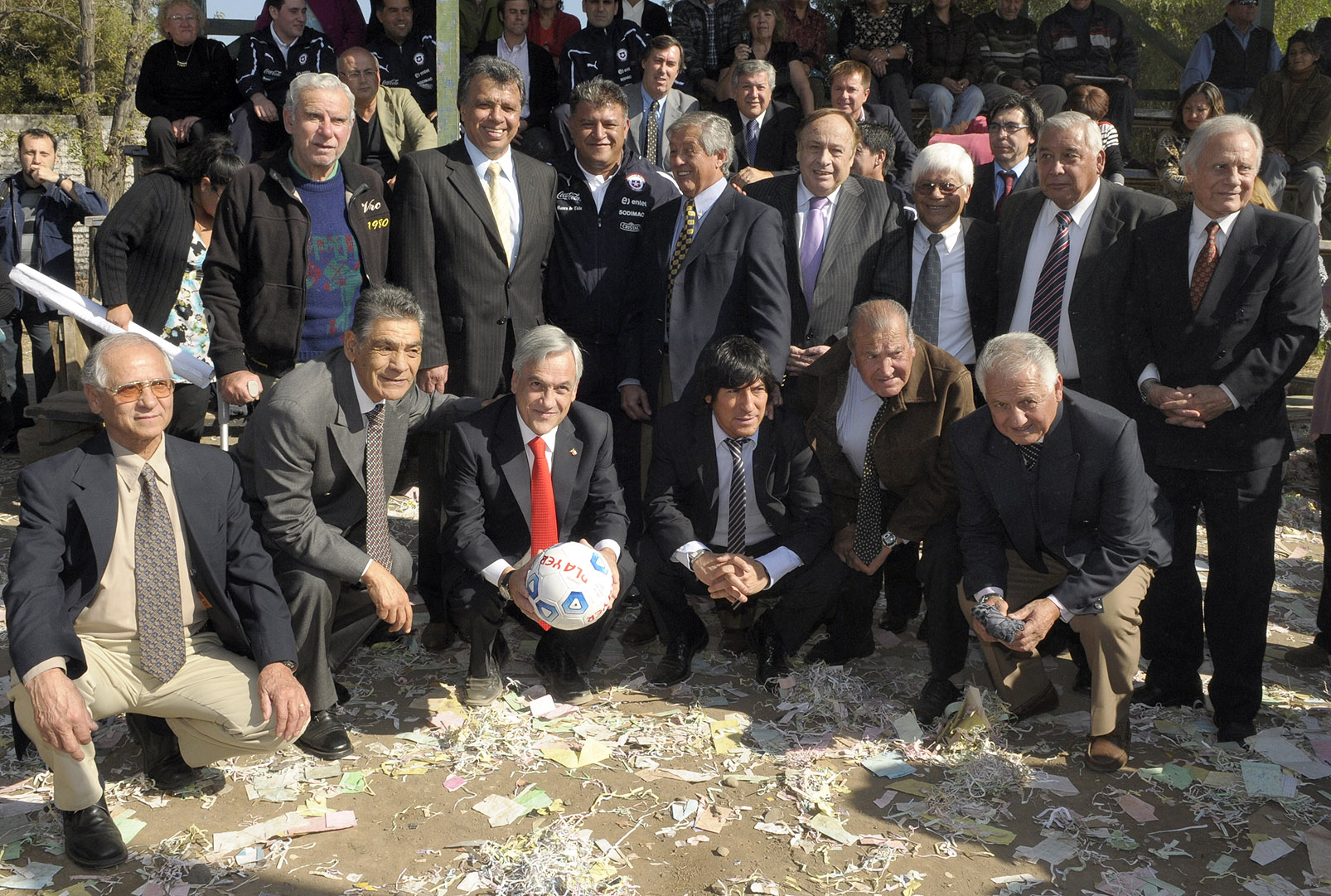
Клаудіо Боргі раом з іншими легендарними південноамериканським футболістами. 2011 рік.

#### Аматорські
- Чемпіон Спортивної асоціації університетів Чилі: 2003 (Метрополітано), 2004 (Метрополітано), 2004 (Насьйональ), 2005
- Чемпіон Торнео Уніліга: 2004
- Чемпіон Південної Америки серед університетів на Кубку Американської інтеграції: 2004
- Чемпіон Копа Андіна: 2005
- Володар Кубка Бернардо О'Гіггінса: 2005

#### Професійні
- Чемпіон Чилі (4):

«Коло-Коло»: Апертура 2006, Клаусура 2006, Апертура 2007, Клаусура 2007.
- Чемпіон Аргентини (1):

«Архентінос Хуніорс»: Клаусура 2010

### Особисті
- Футбольний тренер року в Південній Америці: 2006[2]